# Helictopleurus fasciolatus
Helictopleurus fasciolatus är en skalbaggsart som beskrevs av Leon Fairmaire 1898. Helictopleurus fasciolatus ingår i släktet Helictopleurus och familjen bladhorningar.

## Underarter
Arten delas in i följande underarter:
- H. f. obscurus
- H. f. pseudofasciolatus